# Mvondo Atangana
Pour les articles homonymes, voir Atangana.
Mvondo Atangana était un footballeur international camerounais (1 sélection) né le 10 juillet 1979 à Yaoundé.

## Carrière
- 1996-1998 :  Olympique Mvolyé
- 1999 :  Al-Fateh SC
- 1999-2000 :  Tonnerre de Yaoundé
- 2000-nov.2002 :  Dundee United
  - 2002-nov.2002 :  Port Vale FC (prêt)
- nov;2002-mars 2003 :  Colchester United
- mars 2003-avr.2003 :  Grays Athletic
- avr.2003-fév.2004 :  Halstead Town
- fév.2004-jan.2005 :  Luch-Energia Vladivostok
- jan.2005-2005:  Lokomotiv Minsk
- 2005-2006 :  Terek Grozny
- 2006-2010 : retraité
- 2010-2011 :  CO Saint-Dizier